# Гагма-Шуа-Хорга
Гагма-Шуа-Хорга (груз. გაღმა შუა ხორგა) — село в Грузії.
За даними перепису населення 2014 року в селі проживає 407 особи.